# Лобовань
Лобованьская гробница № 1 — крупнейшее из 500 захоронений эпохи  Хань, расположенных в Лобовань 罗泊湾 (Гуйган, Гуанси-Чжуанский автономный район КНР): принадлежало, как предполагается, крупному чиновнику с севера, долгое время прожившему в Наньюэ.
Погребальный комплекс, обозначенный как «гробница № 1» состоит из 12 отделений. В них найдены: двойной лакированный гроб, около 50 керамических сосудов, два бронзовых барабана, сигнальный колокол и три музыкальных колокола, флейта, лампа, треножники и другая ритуальная утварь.
Несмотря на урон, нанесённый грабителями, Лобовань-1 является одной из трёх наиболее впечатляющих находок региона Линнань, наряду с царскими гробницами Наньюэ и ранним буддийским рельефом в Кунваншани.